# NGC 1072
NGC 1072 é uma galáxia espiral barrada (SBb) localizada na direcção da constelação de Cetus. Possui uma declinação de +00° 18' 25" e uma ascensão recta de 2 horas, 43 minutos e 31,3 segundos.
A galáxia NGC 1072 foi descoberta em 20 de Dezembro de 1881 por Édouard Jean-Marie Stephan.